# Diocese de Bafatá
A Diocese de Bafatá (Dioecesis Bafatanus)  é uma circunscrição da Igreja Católica localizada na Guiné-Bissau, abrangindo Bafatá, Gabú, Quinara, Tombali e Bolama, criada em 13 de março de 2001. Seu atual bispo é Dom Víctor Luís Quematcha, O.F.M..
A diocese tem actualmente 511 000 habitantes, segundo dados estimativas de 2007, com 33,000 católicos, ou seja, 6.5%, numa área total de 24 635 km². Quando fora constituída em diocese apenas havia 9 paróquias. Actualmente é composta por 11 paróquias, divididas entre mais de 30 missões e capelanias.

## História
Até 1940 todo o território de Guiné-Bissau dependia da Diocese da Praia em Cabo Verde. Nesse mesmo ano, dia 4 de Setembro, a pedido da Conferência Episcopal da Metrópole, a Província da Guiné Portuguesa é desmembrada da diocese praiense e constituída em Missão Sui Iuris por Pio XII com o nome de Guiné Lusitana. O padre franciscano José Ribeiro de Magalhães é constituído seu primeiro superior eclesiástico. Veio a falecer em 1953. No mesmo ano é nomeado outro sacerdote franciscano, o padre Martinho da Silva Carvalhosa.
No dia 29 de abril de 1955 a missão passa a designar-se por Prefeitura Apostólica da Guiné Portuguesa, e o superior da missão, o padre Martinho da Silva Carvalhosa é eleito o seu primeiro bispo no dia 1 de maio do mesmo ano. Meses depois da constituição da República da Guiné-Bissau, ou seja, no dia 1 de Janeiro de 1975, a prefeitura apostólica muda o seu nome para Prefeitura Apostólica de Guiné-Bissau, tendo como centro a cidade de Bissau. É bispo na altura Dom Amândio Domingues Neto, que resignou do seu cargo em 1977, vindo a falecer a 23 de janeiro de 2004. No dia 21 de Março de 1977 a prefeitura apostólica é elevada à categoria de diocese, tendo a capital guineense a sede episcopal.
Com o crescimento da população católica, a pedido do bispo de Bissau, Dom José Câmnate na Bissign, é criada uma nova diocese no país, precisamente 24 anos depois da prefeitura apostólica ter sido elevada a categoria de diocese. Na base da criação desta nova diocese estão as grandes distâncias, o facto de serem numerosos os catecúmenos e a necessidade de se reavivar o dinamismo missionário. O novo bispado tem como fronteiras: a Norte o Senegal, a Leste e Sul a Guiné-Conacri e a Oeste Bissau e o Atlântico. A cidade de Bafatá é designada como sede episcopal e a diocese decretada pela bula de 13 de Março de 2001. A igreja de Nossa Senhora da Graça, que se encontra na mesma cidade, é na altura também designada como catedral. Dom Carlos Pedro Zilli, membro do Instituto Pontifício para as Missões Estrangeiras (P.I.M.E.) é na mesma data eleito e designado como seu primeiro bispo residencial.
Dom Zilli era então director espiritual do seminário filosófico daquele instituto e vice-superior regional do mesmo para o Brasil-Sul. Dom Zilli é natural de Santa Cruz do Rio Pardo, São Paulo, Brasil, onde nasceu no dia 7 de Outubro de 1954. Após a ordenação sacerdotal, a 5 de Janeiro de 1985, foi enviado para a Guiné-Bissau onde desempenhou o cargo de vigário paroquial na missão de Bafatá. Foi também delegado do bispo para a zona pastoral de Cacheu e presidente da comissão para a formação dos seminaristas maiores, de 1986 a 1998 e superior regional do seu instituto na Guiné Bissau, de 1993 a 1997. A sua ordenação episcopal realizou-se no dia 30 de Junho de 2001, sendo o consagrante principal Dom Albano Bortoletto Cavallin, então Arcebispo de Londrina, Brasil.
Com a tomada de posse, Dom Pedro Zili, em união com todo o clero e leigos da diocese Bafatana, Nossa Senhora da Graça, orago da paróquia principal da cidade, é declarada padroeira principal de toda a diocese de Bafatá.

## Lista dos Bispos de Bafatá
1. Carlos Pedro Zilli, P.I.M.E. (13 de maio de 2001 - 31 de março de 2021)
2. Víctor Luís Quematcha, O.F.M. (8 de março  de 2025- atual)